# Estola basiflava
Estola basiflava là một loài bọ cánh cứng trong họ Cerambycidae.